# Сельское поселение Орловка
Сельское поселение Орловка — муниципальное образование в Кошкинском районе Самарской области.
Административный центр — село Орловка.

## Экономика
В с. Орловка расположен ОАО «Племенной завод Дружба», который занимается разведением овец и крупнорогатого скота, производством молочной продукции под маркой «Орловское».

## История
Деревни основаны в XIX веке немецкими поселенцами.

## Население
| 2010  | 2012  | 2013  | 2014  | 2015  | 2016  | 2017  |
| ----- | ----- | ----- | ----- | ----- | ----- | ----- |
| 2027  | ↗2060 | ↗2063 | ↗2091 | ↘2028 | ↘1978 | ↘1951 |
| 2018  | 2019  | 2020  | 2021  |       |       |       |
| ↘1906 | ↘1887 | ↘1857 | ↗1928 |       |       |       |

## Состав сельского поселения
| № | Населённый пункт | Тип населённого пункта       | Население |
| - | ---------------- | ---------------------------- | --------- |
| 1 | Березки          | деревня                      | 178       |
| 2 | Орловка          | село, административный центр | ↗1587     |
| 3 | Красновка        | село                         | ↗262      |